# Тинаму (рід)
Тинаму (Tinamus) — рід птахів родини тинамових (Tinamidae). Включає 5 видів.

## Етимологія
Назва тинаму походить з мови індіанців племені галібі з народності каліна.

## Поширення
Рід поширений в Центральній і Південній Америці.

## Види
- Тинаму білогорлий (Tinamus guttatus)
- Тао (Tinamus tao)
- Тинаму-самітник (Tinamus solitarius)
- Тинаму чорний (Tinamus osgoodi)
- Тинаму великий (Tinamus major)